# محور (مکانیک)

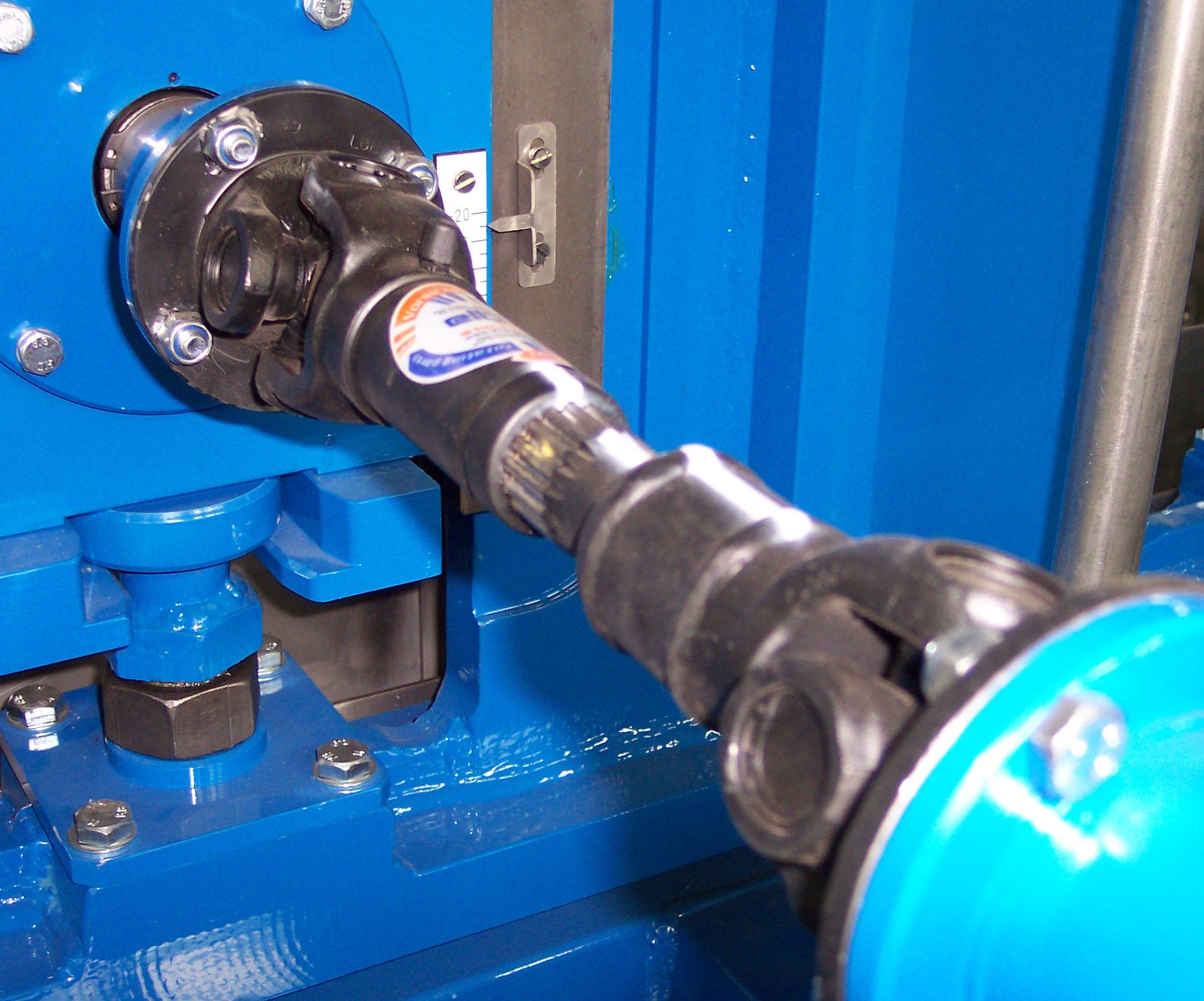
محور محرک با مفصل‌های همه‌کاره در هر انتها و یک هزارخار در وسط.

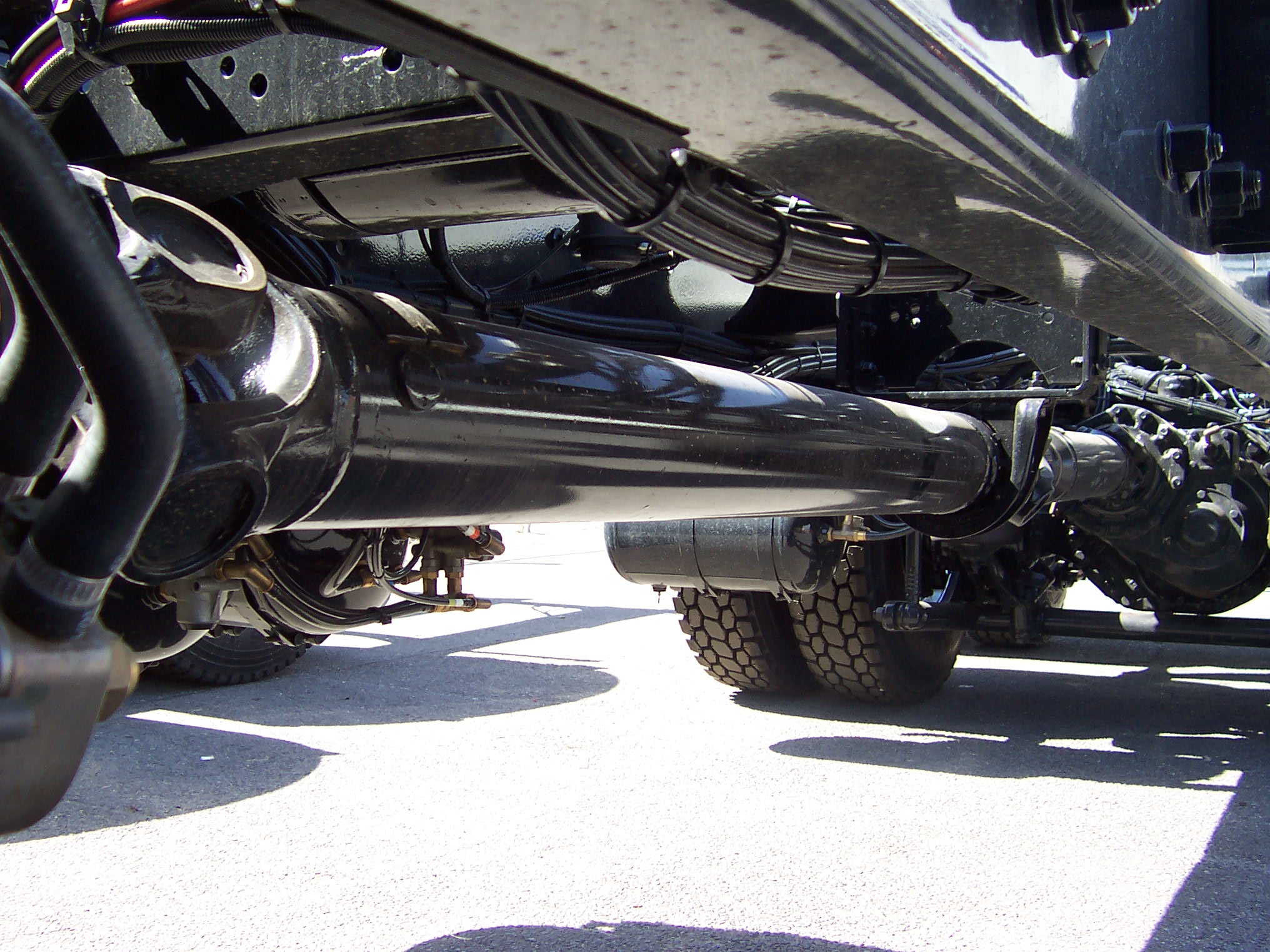
A truck double propeller shaft

مِحوَر یا میل عضو دورانی یا رفت و برگشتی است که برای انتقال نیرو و گشتاور بکار می‌رود و تحت تأثیر تنش پیچشی و خمش قرار دارد و به سه گروه ثابت، مفصلی و قابل خمش تقسیم می‌شود. محور می‌تواند تاخالی یا توپر باشد.
محورهای ثابت برای سوار کردن چرخ‌دنده‌ها، کلاچ‌ها، چرخ تسمه و دسته لنگها مورد استفاده قرار می‌گیرد. میل لنگ‌ها نیز جزء محورهای ثابت هستند و از آن‌ها برای تبدیل حرکت دورانی به خطی یا برعکس استفاده می‌شود.
محورهای مفصلی میله‌هایی هستند که امتداد آن‌ها نسبت به هم دارای زاویه باشند و از آن‌ها برای انتقال نیروهای پیچشی بین دو شافت که در یک امتداد نیستند و تحت زاویه‌های مختلف قرار دارند استفاده می‌شود. بیشترین مورد استفاده میل‌های مفصلی در ماشین‌های فرز، ماشین‌های کشاورزی، ماشین‌های حمل و نقل و اتومبیل‌ها می‌باشد. باید توجه داشت که برای تنظیم میل‌های با ارتباط مفصلی، زوایای دو مفصل باید با یک دیگر مساوی باشند.
مقطع محورها در محل قرارگیری در یاتاقان، دایره‌ای است و در بقیه نقاط می‌تواند پله‌دار، طوقه‌دار یا اصولا با قطرهای گوناگون باشد تا بتوان قطعاتی را روی ان نصب کرد.
محورها برای کارایی بهتر با لایه ای از کروم پوشیده می‌شوند که ضدزنگ است. و برای حرکت بهتر بلبرینگ روی میل این کار انجام می‌شود.